# Witte woensdag
Witte woensdag (Perzisch: چهارشنبه‌های سفید) is een campagne op sociale media om te protesteren tegen het gedwongen dragen van de hidjab in Iran. Vrouwen dragen op woensdag witte kleding of een witte hoofddoek en plaatsen foto's van zich zelf op sociale media met de hashtag #whitewednesdays. Een aantal vrouwen is gearresteerd omdat ze ook foto's van zichzelf zonder hoofddoek hadden geplaatst.
De campagne werd in 2017 gestart door de in de Verenigde Staten wonende vrouwenrechtenactivist Masih Alinejad, die drie jaar eerder de campagne My stealthy freedom startte waarbij Iraanse vrouwen foto's van zichzelf zonder hidjab plaatsten. Familieleden van Alinejad werden door de Iraanse overheid gearresteerd, naar haar zeggen als reactie op het succes van de campagne.